# Jaskinia Mała w Mułowej
Die Höhle Jaskinia Mała w Mułowej (dt.: Kleine Höhle im Mułowa-Tal) ist eine Höhle im Tal Dolina Mułowa (Dolina Miętusia) am Berg Czerwone Wierchy im Massiv der Westtatra (Tatra-Nationalpark) in Polen. Sie ist die neuntlängste sowie eine der größten und tiefsten Höhlen in Polen und der Tatra. Man darf sie nur mit der Genehmigung der Nationalparkverwaltung betreten. Sie ist nur teilweise erforscht.
Die Höhle liegt bei Zakopane und Kościelisko, ist 3863 Meter lang und hat einen Eingang auf Höhe von 1757 m n.p.m..